# 10697 Othonwinter
10697 Othonwinter eller 1981 EO40 är en asteroid i huvudbältet som upptäcktes den 2 mars 1981 av den amerikanska astronomen Schelte J. Bus vid Siding Spring-observatoriet. Den är uppkallad efter astronomen Othon Cabo Winter.
Asteroiden har en diameter på ungefär 5 kilometer.